# Pico Barbeau
Pico Barbeau (em inglês:  Barbeau Peak) é uma montanha na região de Qikiqtaaluk, Nunavut, Canadá. Fica na Ilha de Ellesmere, no Parque Nacional Quttinirpaaq, e é a mais alta montanha de Nunavut, e a mais alta na parte oriental da América do Norte (excluindo as ilhas das Caraíbas). A montanha recebeu o seu nome em 1969 como homenagem a Marius Barbeau (1883-1969), um antropólogo canadiano, cuja pesquisa sobre as culturas ameríndia e inuíte foi internacionalmente reconhecida.

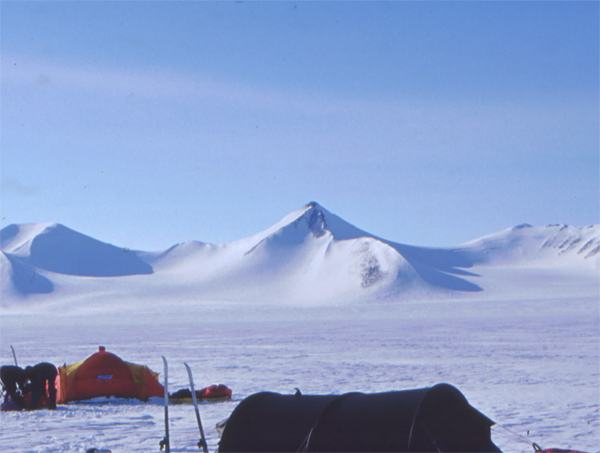
Barbeau Peak in 2002

O pico Barbeau tem longas e profundas crevasses, tergos extremamente declivosos e clima muito variável e volátil.
O pico Barbeau Peak é a mais alta montanha do Cordilheira British Empire, subcordilheira da Cordilheira Ártica.